# اچ‌ام‌اس ام۳۳
اچ‌ام‌اس ام۳۳ (به انگلیسی: HMS M33) یک کشتی بود که طول آن ۱۷۷ فوت ۳ اینچ (۵۴٫۰۳ متر) بود. این کشتی در سال ۱۹۱۵ ساخته شد.